# سوفیا اوئرتا
سوفیا کریستینه اوئرتا (اسپانیایی: Sofia Christine Huerta‎؛ زادهٔ ۱۴ دسامبر ۱۹۹۲) بازیکن فوتبال در پست مهاجم اهل ایالات متحده آمریکا است.

## باشگاهی
از باشگاه‌هایی که در آن بازی کرده‌است می‌توان به شیکاگو رد استارز، هیوستون دش، رین اشاره کرد.

## تیم ملی
وی همچنین در تیم‌های ملی فوتبال United States women's national under-20 soccer team, Mexico women's national under-20 football team، زنان مکزیک، و زنان ایالات متحده آمریکا بازی کرده‌است.

## نگارخانه

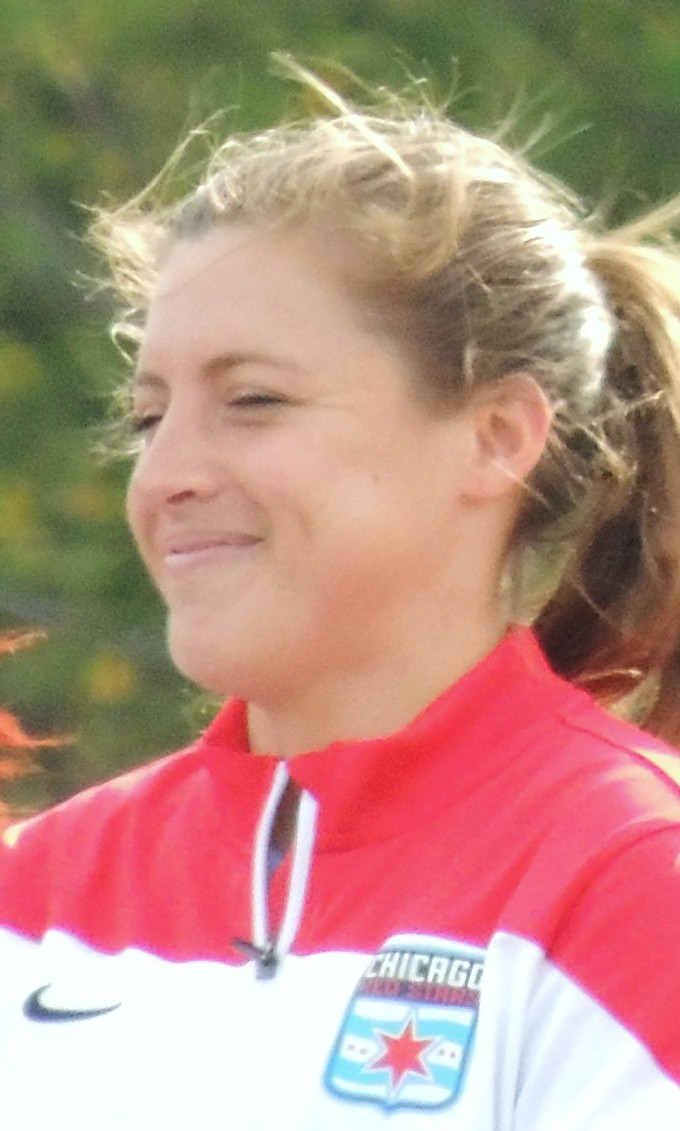